# European Rail Traffic Management System
ERTMS (European Rail Traffic Management System) je evropský systém řízení železniční dopravy. Na jeho implementaci se podílejí státy Evropské unie a s nimi Norsko a Švýcarsko. Nasazení ERTMS není jen výsadou zemí na evropském kontinentu. Celkem 13 zemí v Asii v roce 2022 provozuje, nebo buduje ERTMS. Nejvíce kilometrů se systémem ERTMS v Asii provozuje Čína pod názvem CTCS (Chinese Train Control System). Dále je významným provozovatelem ERTMS Turecko a Saúdská Arábie. V Africe je celkem 9 zemí, které provozují, nebo budují ERTMS. Nejvíce kilometrů sítě s nasazením ERTMS má Alžírsko a dále Maroko. Z amerických zemí je ERTMS nasazeno na tratích v Brazílii, Chile, Mexiku a Uruguayi.

## Důvod a historie vzniku

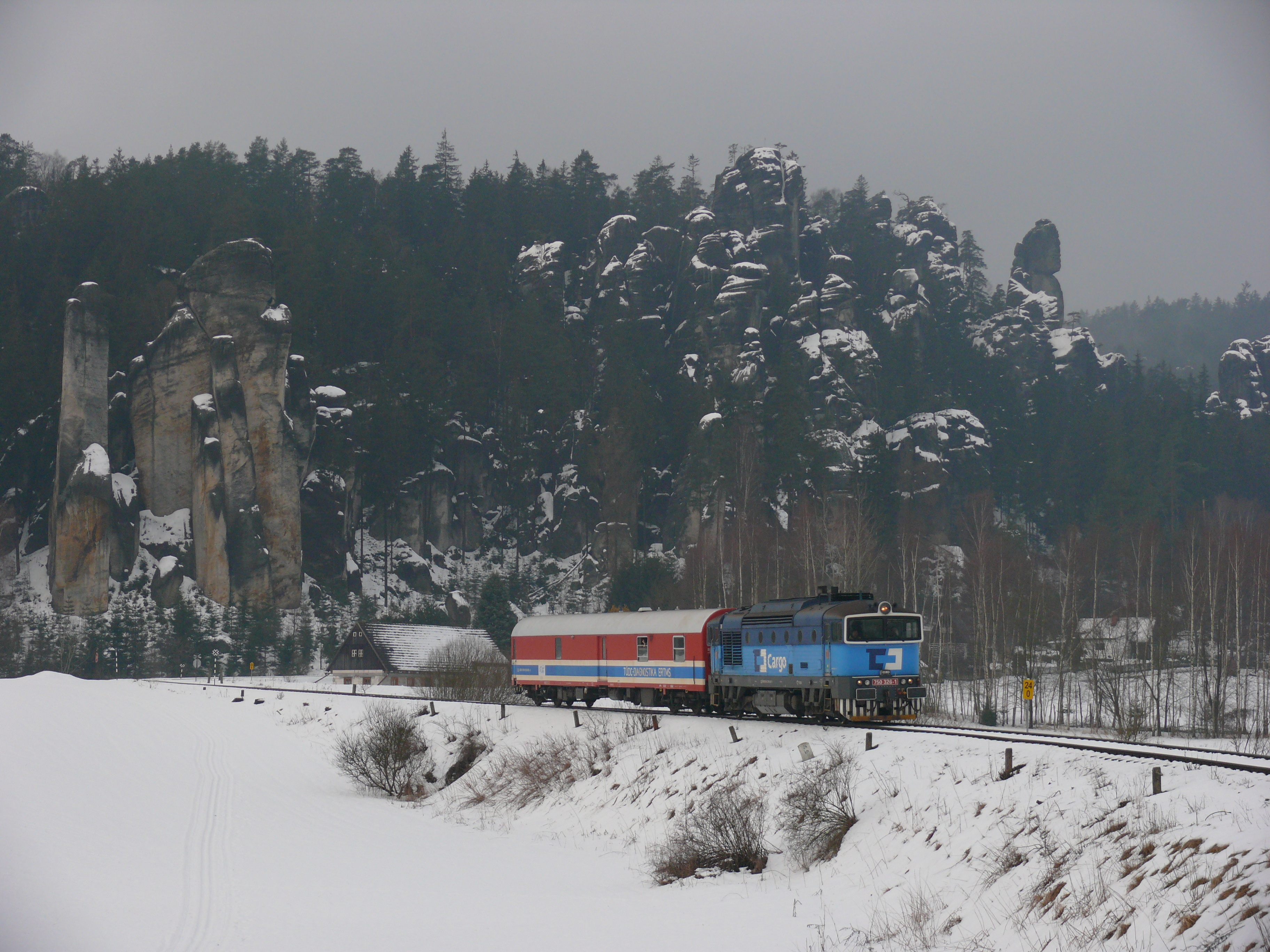
Měřicí vlak TÚDC s měřícím vozem MV ERTMS1 v Adršpachu.

Železniční sítě, způsoby řízení dopravy, návěštění a zabezpečení jízdy vlaku měly až do nedávné doby ryze národní charakter. To bylo dáno jednak historickým vývojem, kdy teprve postupem času docházelo k propojování původně samostatných železničních sítí do sítě celoevropské, jednak strategickými důvody, kdy nebyla žádoucí snadná možnost pohybu cizích vozidel po národní železniční síti. Teprve ohromný nárůst automobilové dopravy v 80. a zejména 90. letech 20. století vedl evropské země ke změně pohledu na železniční dopravu. V současné době je v Evropské unii naplňována snaha o umožnění jízdy vlaků bez omezení po celé železniční síti unie a dalších spolupracujících států, tedy snaha o interoperabilitu.
V roce 1990 iniciovala Mezinárodní železniční unie (UIC) vytvoření pracovních skupin, jejichž cílem byl vývoj jednotného evropského systému zabezpečení jízdy vlaků – ETCS. Existence cca 20 typů vlakového zabezpečovacího zařízení na evropských železnicích je v současnosti největší překážkou volného pohybu hnacích vozidel. V roce 1995 definovala Evropská komise směr dalšího vývoje ERTMS. V roce 2000 pak byly podepsány konečné specifikace a bylo možno zahájit uskutečňování komerčních projektů.
Na projekt ETCS navazuje od roku 1992 z iniciativy UIC projekt EIRENE (European Integrated Railway Radio Enhanced Network), který má vytvořit jednotné evropské železniční prostředí pro radiovou komunikaci, především s cílem poskytnutí komunikačního prostředí pro ETCS.

## Základní součásti systému ERTMS
- ETCS (European Train Control System) – evropský vlakový zabezpečovací systém
- GSM-R (Global System for Mobile Communication for Railway) – globální systém pro mobilní komunikace (GSM) pro železniční aplikace

V minulosti tvořily součásti systému ERTMS též tyto subsystémy:
- ETML (European Traffic Management Layer) – evropská úroveň provozního řízení
- EOR (European Operation Rules) – evropské provozní předpisy